# 马丁·兰道
马丁·兰道（英語：Martin Landau，1928年6月20日—2017年7月15日），美国电影和电视演员。

## 生平
蘭道出身于纽约布鲁克林的一个犹太家庭。17岁时开始为《每日邮报》繪製漫画。其电影生涯起步于20世纪50年代，在亞佛烈德·希區考克的《北西北》（1959年）中饰演一个男同志角色，此片是他的银幕首次亮相。1963年他又參與演出了《埃及艳后》。他还在电视剧《虎胆妙算》中演出固定登場角色，1970年代，並曾主演科幻影集《外太空1999年》。
1980年代，兰道迎来了事业的第二次高峰。以《塔克：其人其夢》（1988年）中的表演获金球奖最佳电影男配角奖。1994年，在《艾德·伍德》中扮演了早年常演出吸血鬼的奧匈帝國（今羅馬尼亞）籍恐怖片演员「贝拉·卢戈希」一角，赢得了奥斯卡最佳男配角奖、美国演员工会奖最佳男配角以及第二座金球奖最佳電影男配角獎。2004年，以電視劇《失蹤現場》中的演出提名艾美獎最佳客串男演員獎。
2017年7月15日於短暫住院治療後，因未預期的併發症逝世於加州洛杉磯。

## 外部連結
- 马丁·兰道在互联网电影资料库（IMDb）上的資料（英文）